# Patignies
Patignies is een dorpje in de Belgische provincie Namen en een deelgemeente van Gedinne. Het dorp ligt een tweetal kilometer ten noorden van Gedinne-centrum, telt zo'n 250 inwoners, en was tot 1 januari 1977 een zelfstandige gemeente.

## Demografische ontwikkeling
- Bronnen:NIS, Opm:1831 tot en met 1970=volkstellingen, 1976= inwoneraantal op 31 december

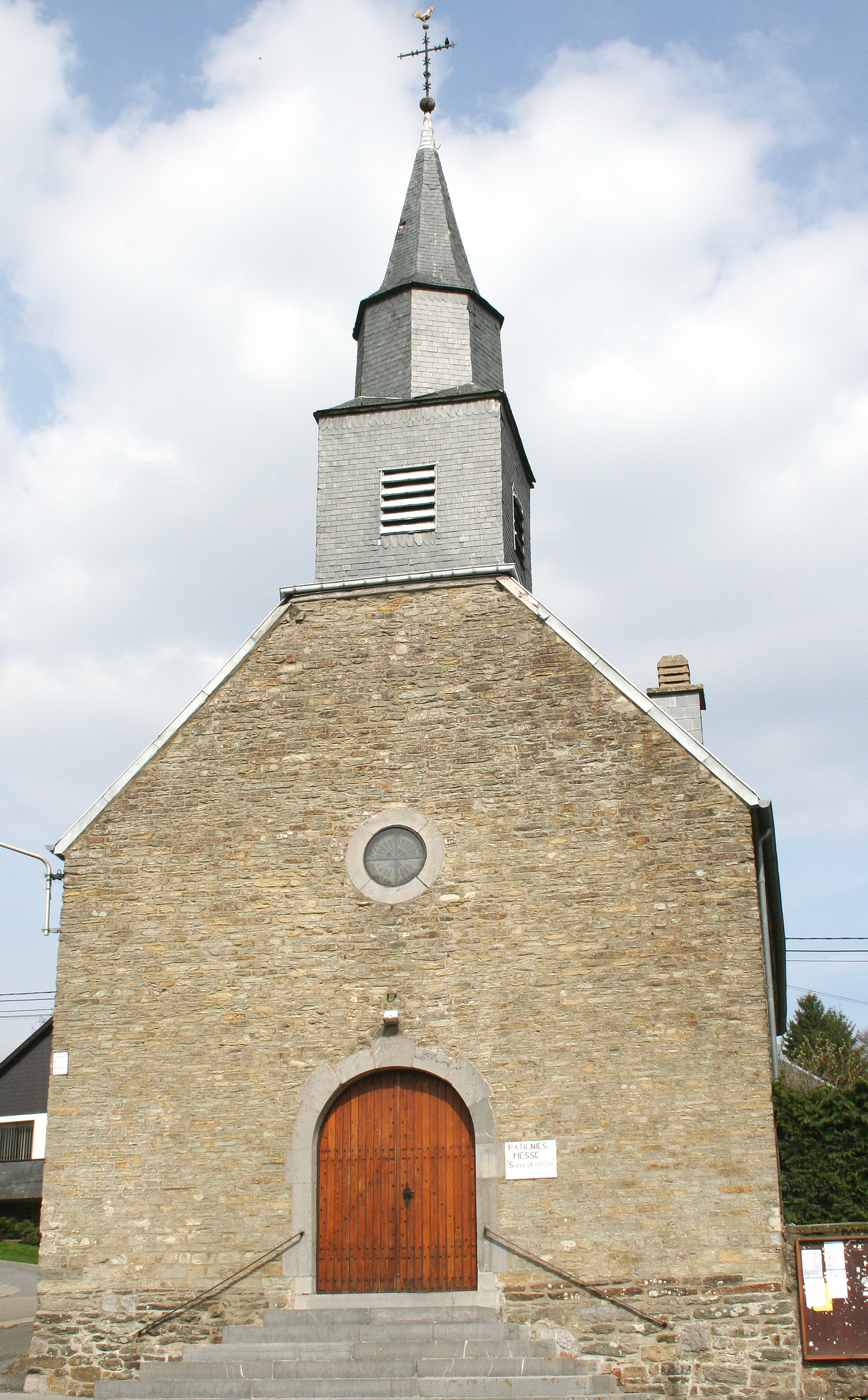
Eglise Saints-Côme et Damien